# Vernaison
Vernaison é uma comuna francesa na região administrativa de Auvérnia-Ródano-Alpes, no departamento de Ródano. Estende-se por uma área de 4,03 km². Em 2010 a comuna tinha 5 057 habitantes (densidade: 1 254,8 hab./km²).